# Lillgölen (Stjärnorps socken, Östergötland)
Lillgölen är en sjö i Linköpings kommun i Östergötland och ingår i Motala ströms huvudavrinningsområde.